# Отсутствие войны
Отсутствие войны (англ. The Absence of War) — пьеса британского драматурга Дэвида Хэра, заключительная часть его трилогии о современной Британии. Премьера спектакля состоялась в 1993 году в Королевском национальном театре, Лондон, Англия.
Спектакль основан на закулисных наблюдениях Хэра за руководством Лейбористской партии во время их неудачной избирательной кампании 1992 года.
Главный герой, лидер партии Джордж Джонс, настолько задушен и ограничен своими осторожными советниками, что в конечном итоге ни один из великих талантов, которые привели его к известности, не стал виден публике.